# Algimantas Matulevičius
Algimantas Matulevičius (ur. 19 stycznia 1948 w Prenach, zm. 31 października 2024) – litewski ekonomista i polityk, poseł na Sejm Republiki Litewskiej (2000–2008), założyciel i przewodniczący Partii Demokracji Obywatelskiej.

## Życiorys
W 1974 ukończył studia w Wileńskim Uniwersytecie Państwowym, gdzie kształcił się w obszarze ekonomii. W 1987 obronił pracę kandydacką z dziedziny nauk ekonomicznych.
W młodości pracował jako ślusarz w fabryce wierteł w Wilnie. Po ukończeniu studiów został etatowym pracownikiem Komsomołu. W latach 1981–1991 był dyrektorem zrzeszenia zakładów produkcyjnych "Neringa". W latach 90. działał w biznesie, był prezesem litewsko-niemieckiego przedsiębiorstwa "Broner" (1991–1992) oraz spółek akcyjnych "Algarvė" i "Žalgiris-Atlantic" (1993–2000). Był jednym z założycieli Litewskiego Związku Przemysłowców oraz jego przewodniczącym, został członkiem zarządu tej organizacji.
Do 1990 należał do KPZR. W latach 1999–2002 był członkiem Litewskiego Związku Liberałów. Zasiadał w rządzie Bronislovasa Lubysa jako minister ds. samorządności (1992–1993). W 2000 uzyskał mandat posła na Sejm VIII kadencji w okręgu Uciana. Pracował w Komisji Obrony i Bezpieczeństwa Narodowego. Bez powodzenia ubiegał się o wybór na urząd prezydenta Litwy w wyborach 2002, uzyskując w I turze 2,22% głosów. W 2004 po raz kolejny wybrany do Sejmu z listy Porządku i Sprawiedliwości, pracował w tej samej komisji (od 2006 był jej przewodniczącym). W 2008 nie uzyskał reelekcji z ramienia Partii Demokracji Obywatelskiej, której kierownictwo objął w trakcie kadencji.
Kandydował później do Parlamentu Europejskiego (2009, 2019), a także ponownie do Sejmu w wyborach uzupełniających w 2009 w okręgu Szyłokarczma-Szyłele oraz w wyborach w 2012 i 2020 (wówczas z ramienia Litewskiej Socjaldemokratycznej Partii Pracy).
Brat dziennikarza Vytautasa Matulevičiusa.